# Ierland op de Olympische Jeugdwinterspelen 2012
Ierland was een van de landen die deelnam aan de Olympische Jeugdwinterspelen 2012 in Innsbruck, Oostenrijk.

## Deelnemers en resultaten
(m) = mannen, (v) = vrouwen 

### Alpineskiën
| Olympiër      | Onderdeel        | Resultaat | Prestatie                           |
| ------------- | ---------------- | --------- | ----------------------------------- |
| Florence Bell | reuzenslalom (v) | 34e       | 2.16,06 (+19,93) (1.06,73, 1.09,33) |
| Florence Bell | slalom (v)       | 24e       | 1.38,06 (+18,30) (51,71, 46,35)     |